# 月球11号
月球11号（俄文：Луна-11），是苏联发射的无人月球探测器。因苏联没有公布，具体任务不详。有人认为是月球10号的复制品，也有人认为是月球12号的前身。